# Кіль (місто)
Кіль (нім. Kiel) — місто в Німеччині, столиця федеральної землі Шлезвіг-Гольштейн. Розташований на березі Кільської затоки Балтійського моря. Каналом пов'язаний з Північним морем, великий порт. Населення Кіля становить 246 601 особа (на 31 грудня 2020 року). У місті є університет — Кільський університет — заснований 1665 року. У місті також знаходиться Німецька національна економічна бібліотека. Кіль був заснований між 1233 та 1242 роками графом Адольфом VI Гольфштейнським.
Кіль відомий тим, що щороку в нім проходить Кільський тиждень — найважливіша подія у світі вітрильного спорту. Головна газета Кіля — «Кільські новини» (нім. Kieler Nachrichten).

## Історія
Кіль, столиця Гольштейну, увійшов до складу Ганзейської Ліги у 1284 році. У 1431 році вперше пройшов ярмарок Kieler Umschlag, який стає центральним ринком в Шлезвіг-Гольштейні. Але ярмарок почав утрачати значення в 1850-х і проіснував до 1900 року. Кільський університет був заснований 29 вересня 1665 року, Християном Альбертом, герцогом Гольштейну.
З 1773 до 1864 рр. місто належало королю Данії. Оскільки король управляв Гольштейном як вотчиною Священної Римської імперії тільки через особисту унію, місто не входило до складу власне Данії. Отже, місто належало Німеччині, але управлялося данським королем. Хоча Священна Римська Імперія була скасована в 1806 році, данський король продовжував управляти Кілем просто як герцог Гольштейну. Після того, як Шлезвіг та Гольштейн повстали проти Данії в 1848 році (Перша війна Шлезвігу) Кіль став столицею Шлезвіг-Гольштейну.
Протягом Другої Війни Шлезвігу 1864-го, Кіль і останню частину Шлезвігу та Гольштейну завоювали альянс Німецької Конфедерації Австрійської Імперії і Королівства Пруссії. Після того Кіль був під владою й Австрії, і Пруссії, але 1866-го Шлезвіг-Гольштейн був анексований Пруссією в 1867 році.
Під час Другої світової війни Кіль був місцем розташування кількох таборів, що забезпечували робочу силу для місцевої промисловості. Кіль сильно бомбили союзні війська через те, що місто було морським портом і місцем виробництва субмарин. Підраховано, що через бомбування міста 80 % старих будівель, 72 % житлового фонду та 83 % промислових будівель були вщент зруйновані.
З 1946 року і понині Кіль є столицею Шлезвіг-Гольштейну. Офіційно це було закріплено у 1972 році.

## Цікаві місця
В околицях Кіля є морські курорти Странде-Кіль, Щілксі-Кіль, Молтенорт та Лабо. У Лабо розташовано меморіал — субмарина часів Другої світової війни. Цей меморіал став популярним у 1972 році.
Основні пам'ятки Кіля:
- Nikolaikirche (Костел Св. Миколая — XIV—XV ст.)
- Geistkämpfer (Дух Борець), скульптура перед костелом Nikolaikirche
- Руїни фортеці (XVI ст.) — не реконструйовані після Другої світової війни
- Rathaus (Міська ратуша,1911 р.)
- Бункер часів Другої світової війни
- Fernmeldeturm Kiel (телевізійна вежа)
- Holsteinstadion (домашній стадіон футбольної команди Holstein Kiel)

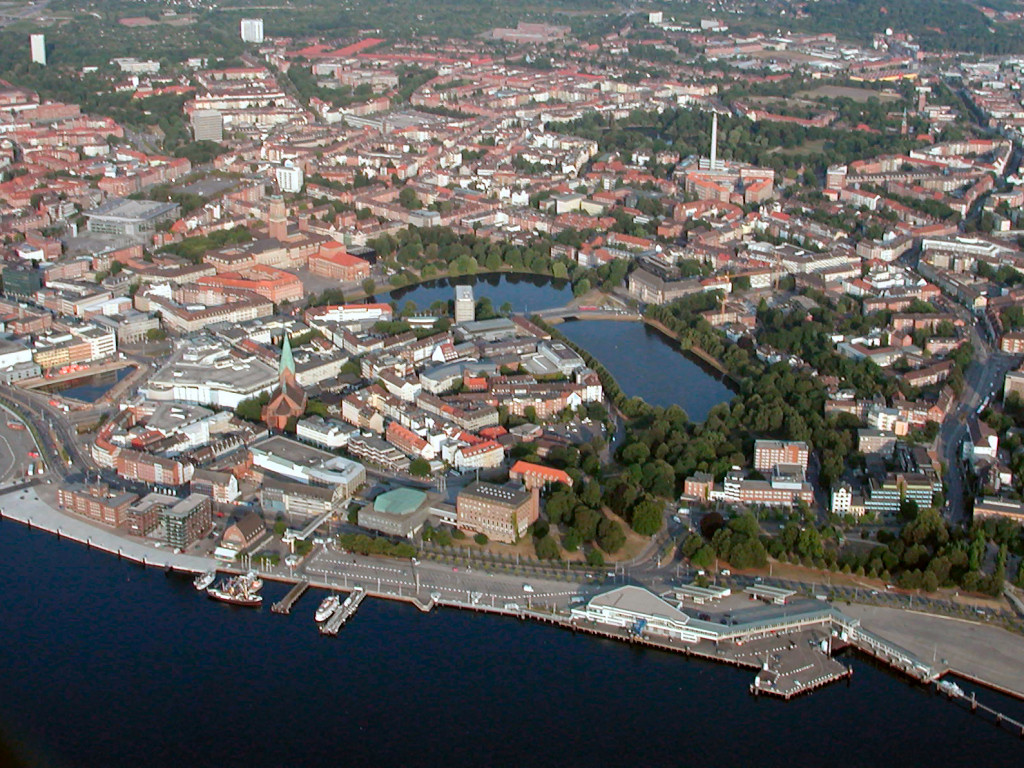
Вид на центр міста Кіль. Фотокартка 2003 року.

- Sparkassen-Arena

## Спорт

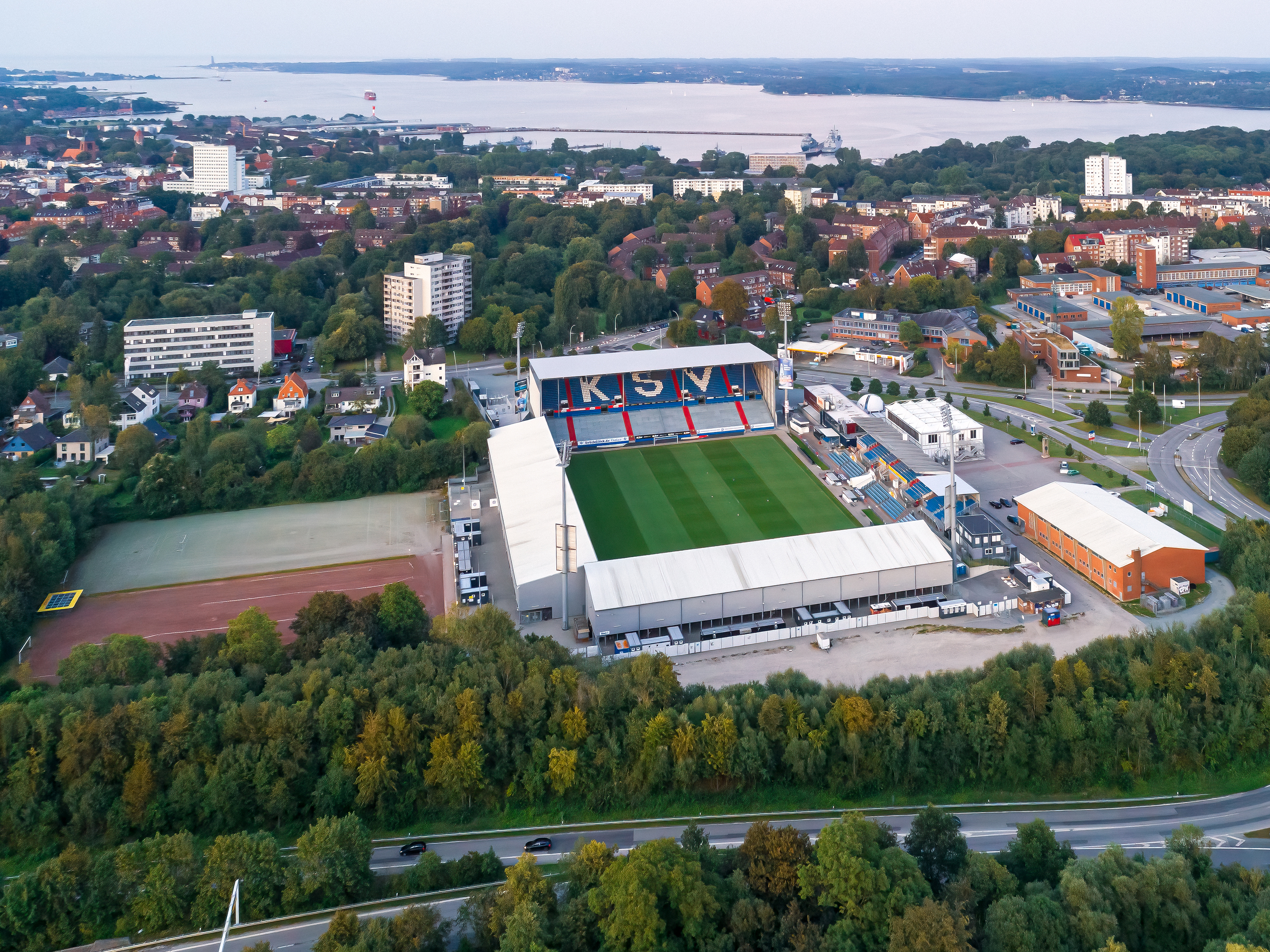
Гольштайн-Штадіон

КСА «Гольштейн» (нім. Kieler Sportvereinigung Holstein von 1900 e. V.) — німецький футбольний клуб з Кіля, заснований у 1900 році. Виступає в Другій Бундеслізі.В сезоні 2023/2024  вперше в своїй історії вийшли до Бундесліги.Домашні матчі приймає на стадіоні «Гольштайн-Штадіон», місткістю 15 034 глядачів.

## Міста-побратими
Кіль підтримує відносини з такими містами:
- Брест (фр. Brest), Франція (з 1964 року)
- Ковентрі (англ. Coventry), Велика Британія (з 1967 року)
- Вааса (фін. Vaasa), Фінляндія (з 1967 року)
- Гдиня (пол. Gdynia), Польща (з 1985 року)
- Таллінн (ест. Tallinn), Естонія (з 1986 року)
- Штральзунд (нім. Stralsund), Німеччина (з 1987 року)
- Херсон, Україна (з 2024 року)

## Відомі особистості
- Пауль Веннекер (1890—1979) — німецький військово-морський діяч, адмірал крігсмаріне
- Бернгард Мінетті (1905—1998) — німецький актор театру і кіно
- Марина Левицька (* 1946) — британська письменниця українського походження.
- Кім Дотком (* 1974) — засновник найбільшого у світі файлообмінника Megaupload.

## Галерея

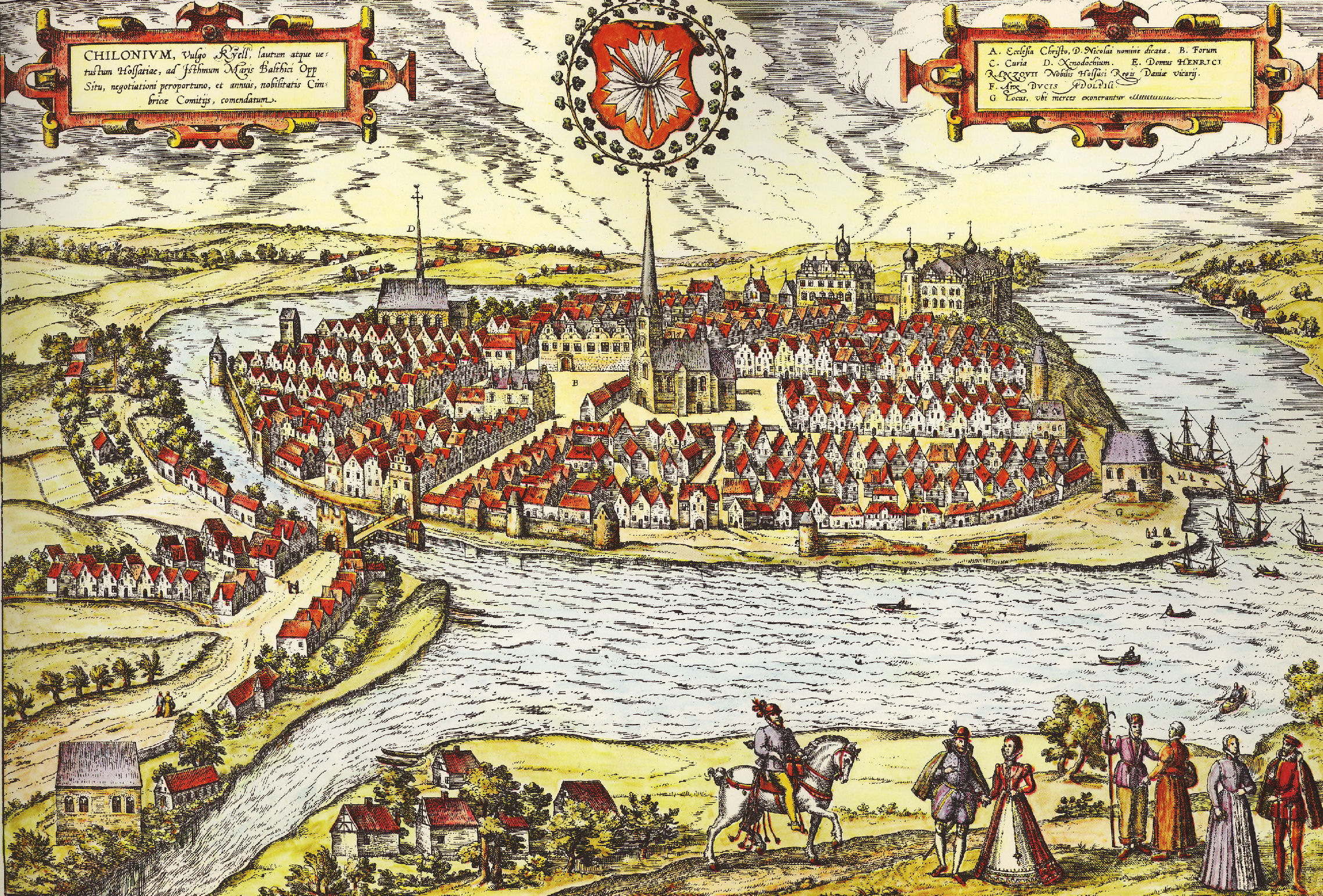
Старовинний малюнок
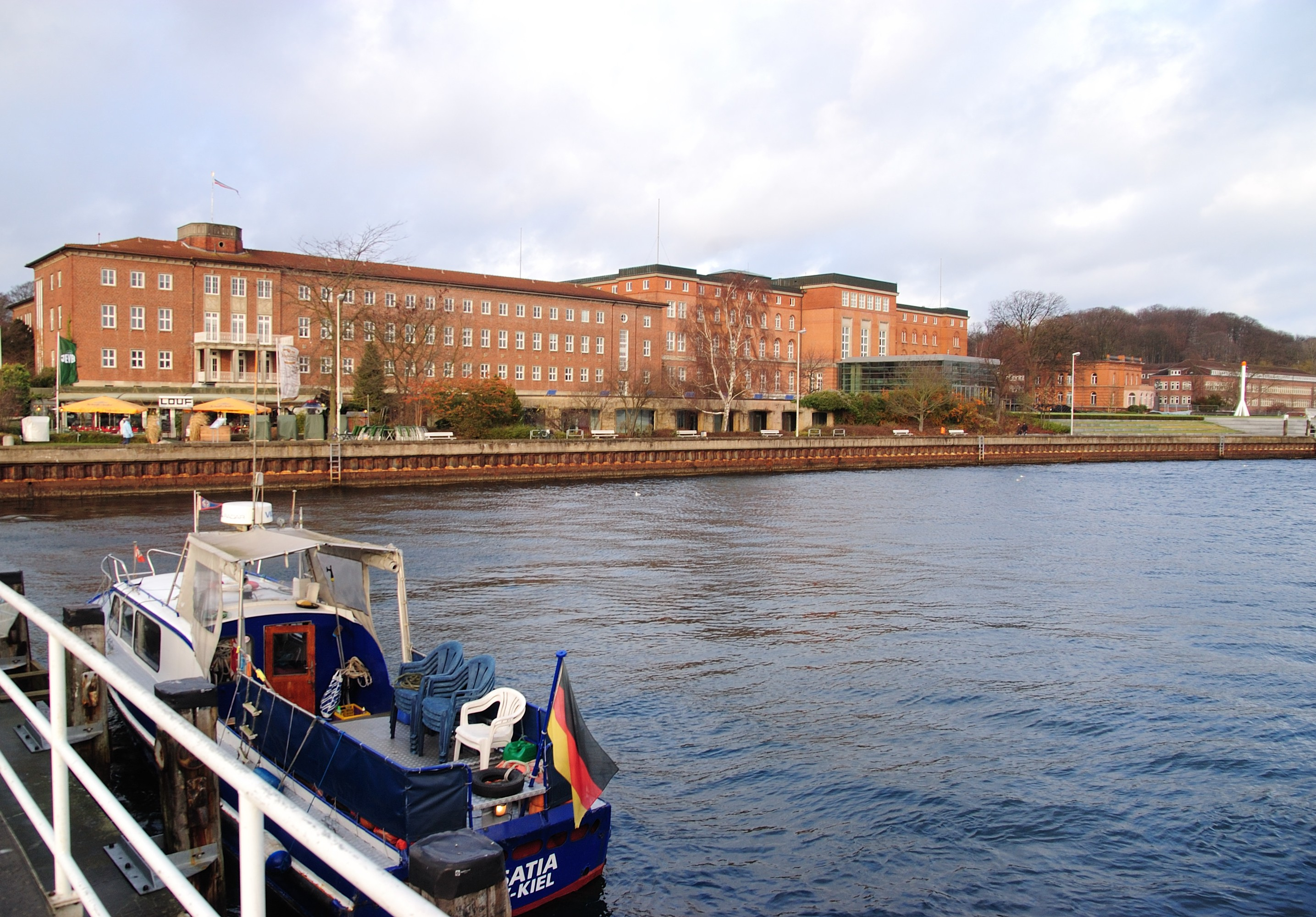
Вид на місто з річки
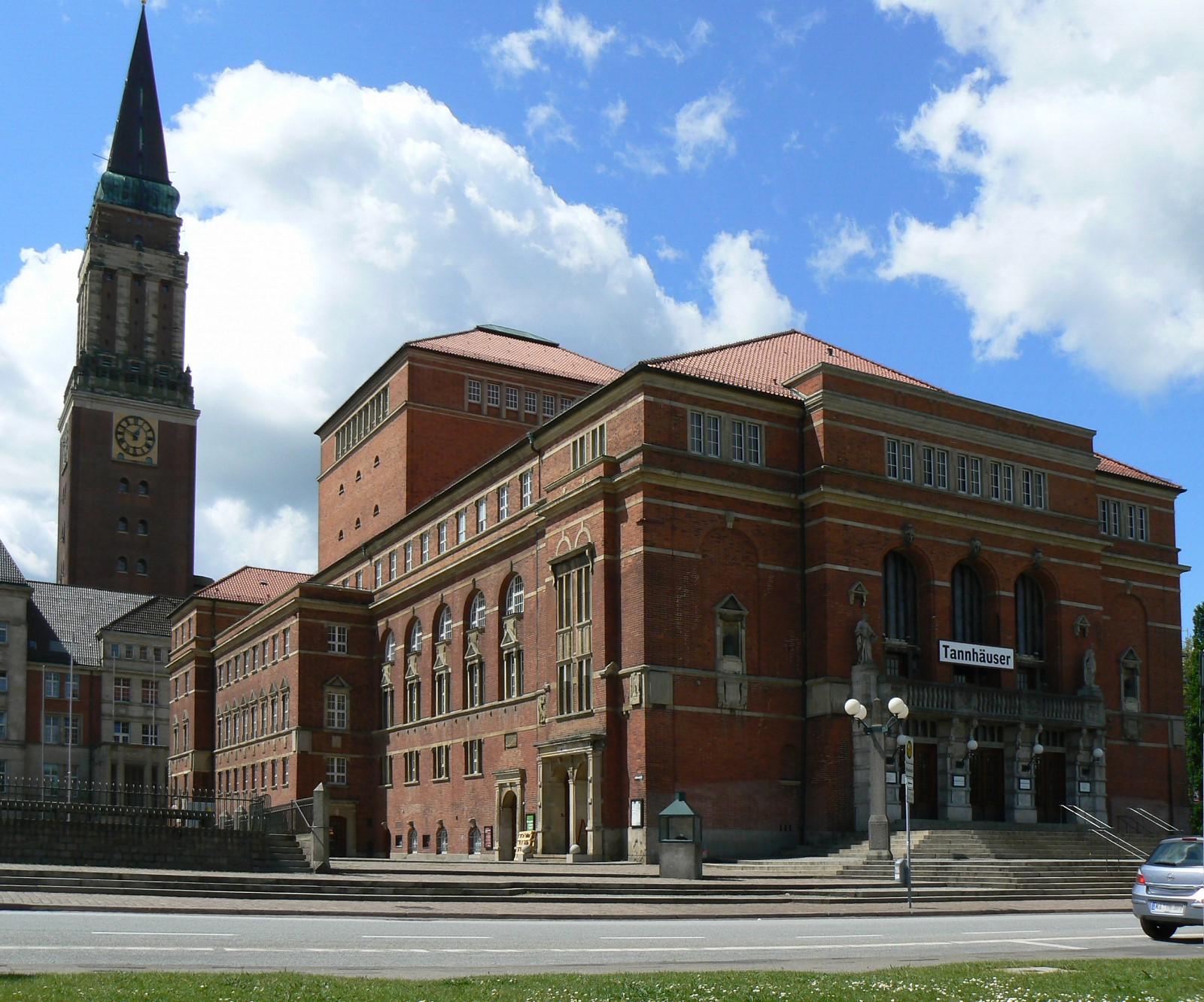
Міський оперний театр
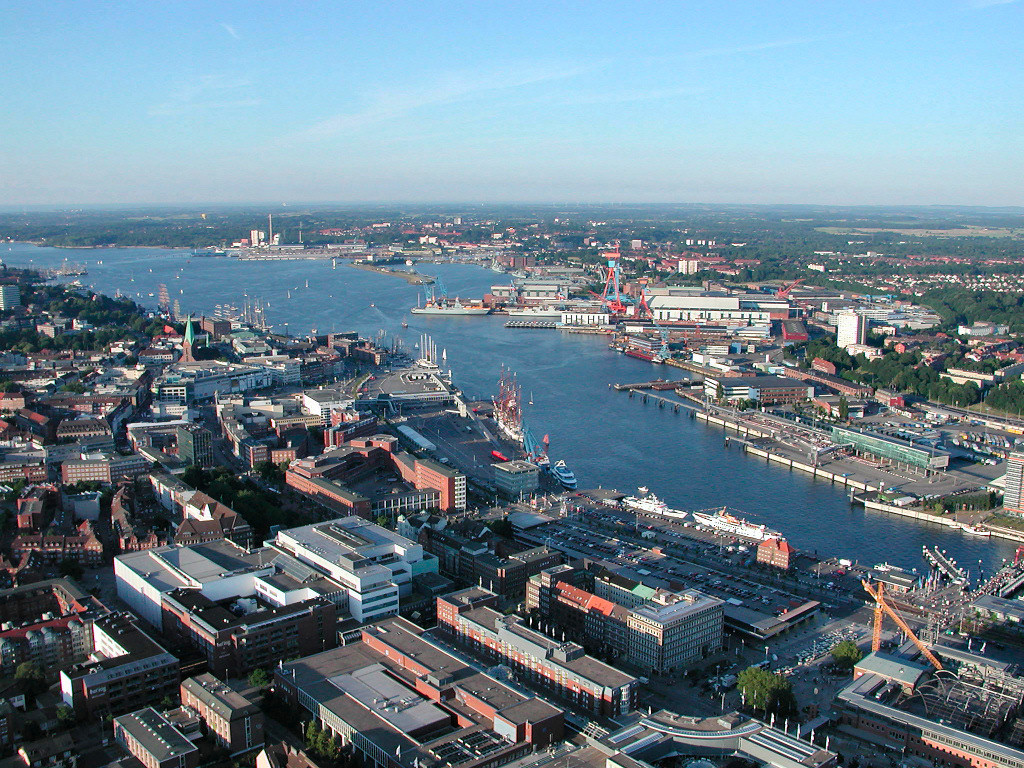
Міський порт
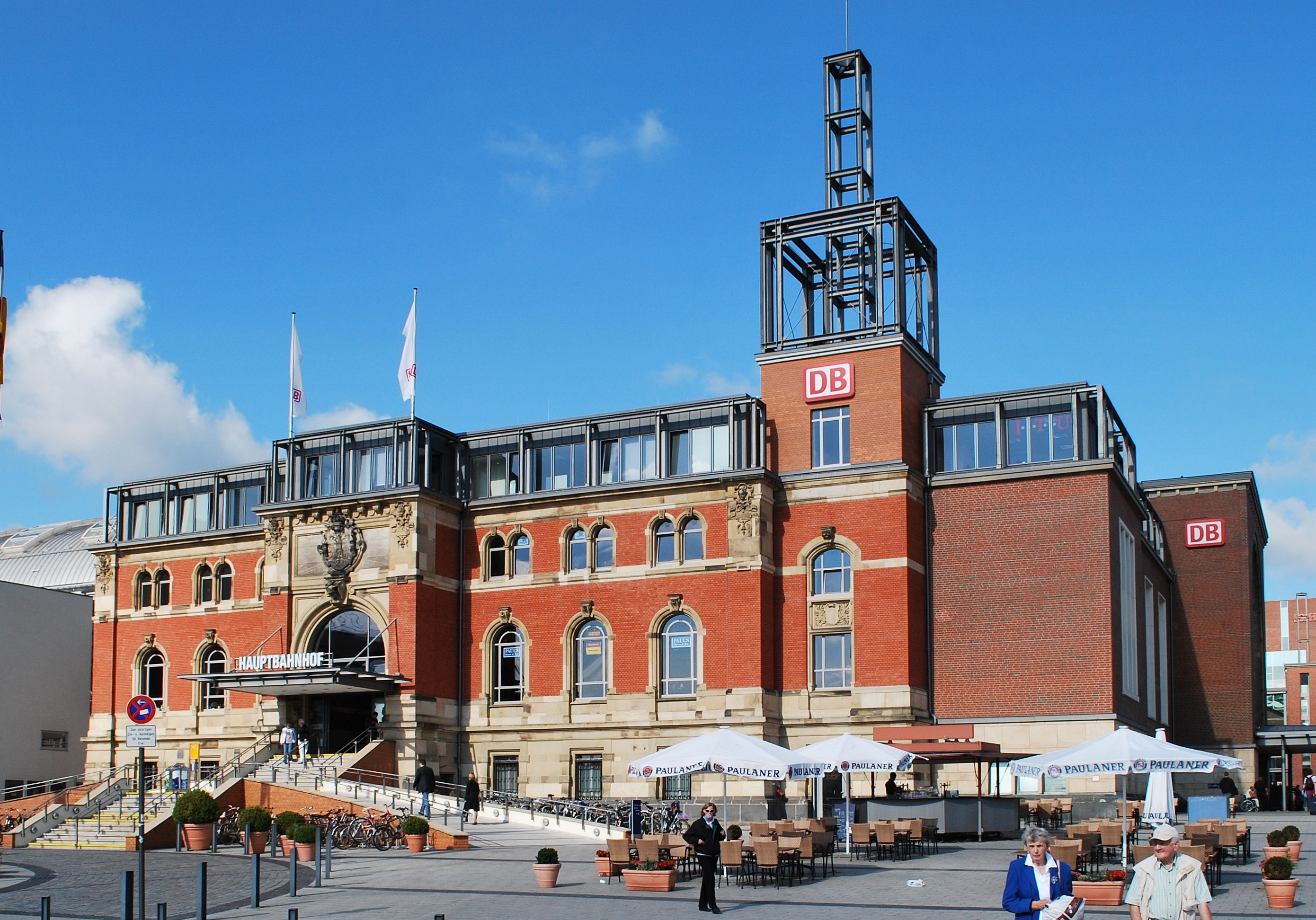
Кільський вокзал
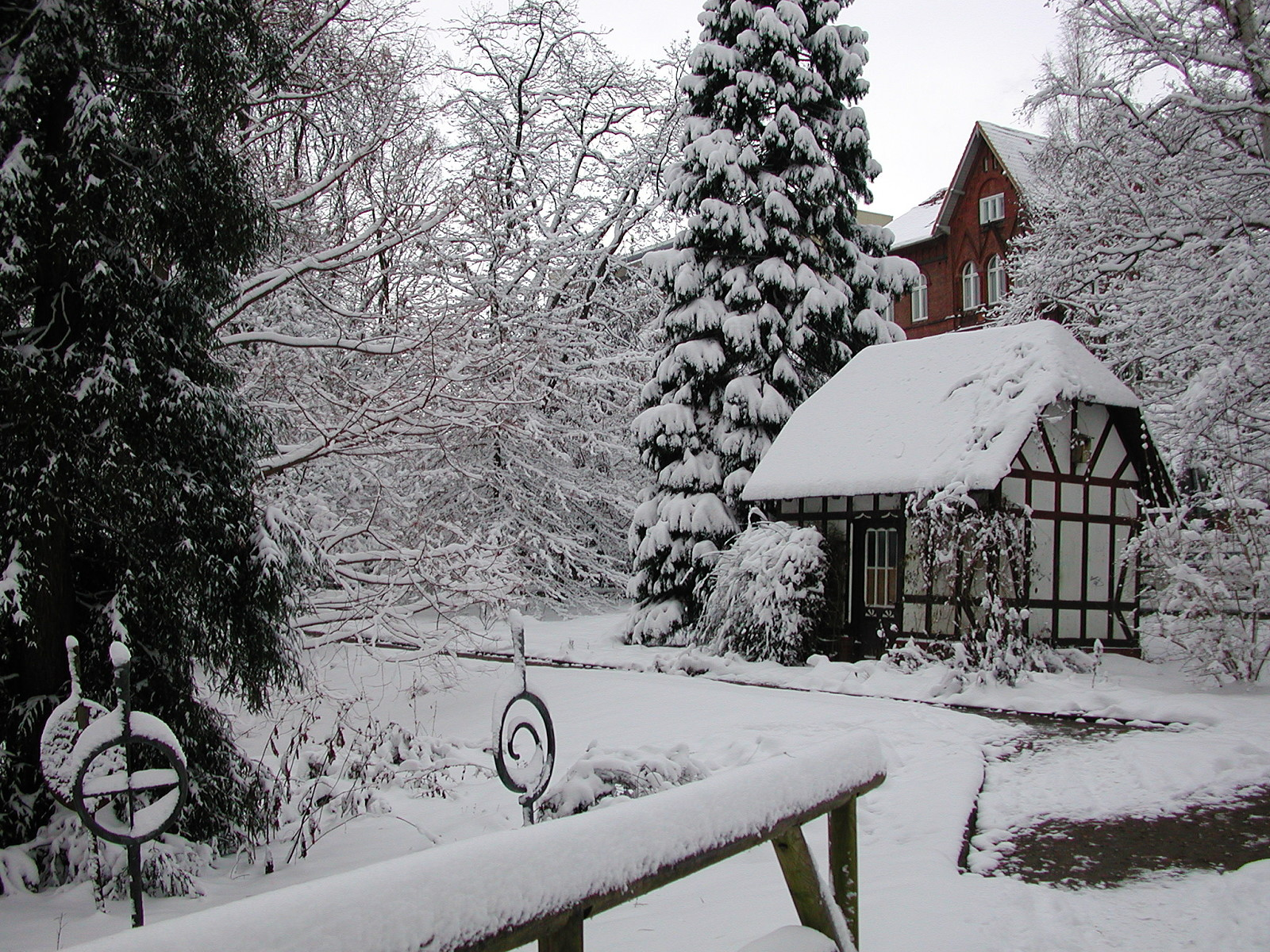
Ботанічний сад взимку
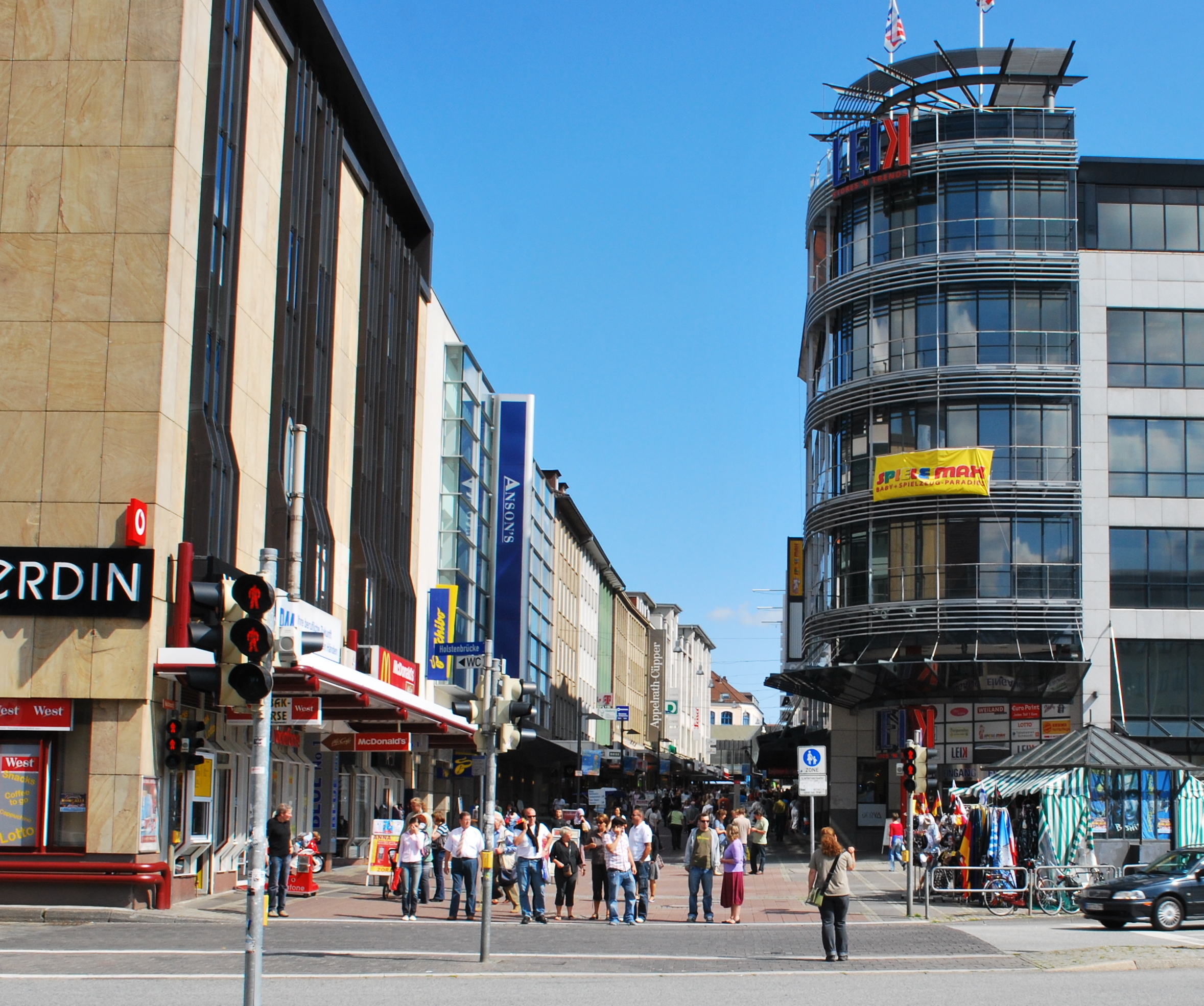
Голштенштрассе - одна з найдовших торговельних вулиць Німеччини
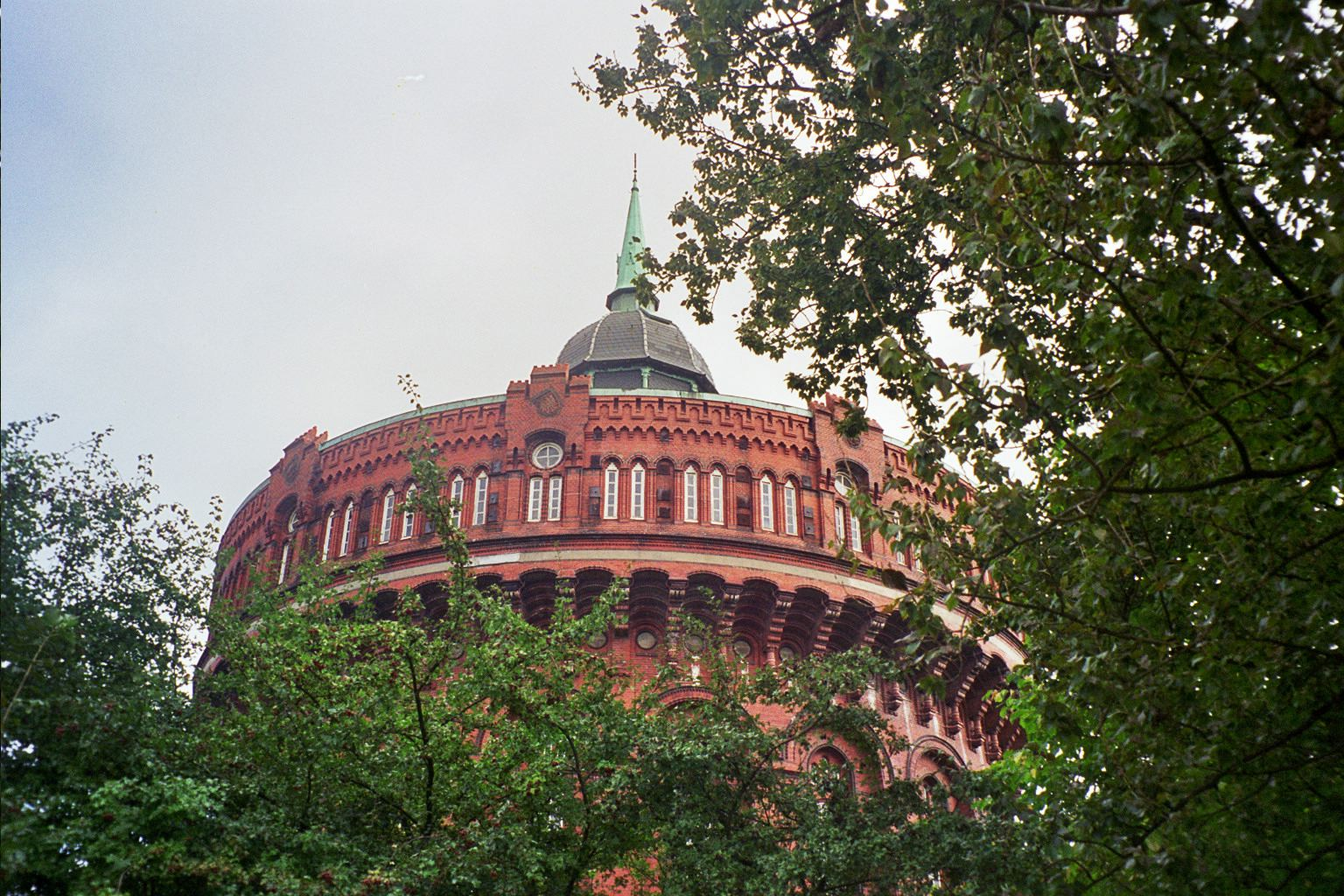
Wasserturm Ravensberg